# Matthias Ebert
Matthias Ebert (* 18. November 1968 in München) ist ein deutscher Arzt für Innere Medizin, Gastroenterologe und Hochschullehrer. 

## Leben und Tätigkeit
Sein Studium der Humanmedizin absolvierte Matthias Ebert von 1988 bis 1995 in Regensburg, München und Ulm. Nach einem Forschungsaufenthalt in den USA (University of California, Irvine) erlangte er am Universitätsklinikum Magdeburg 2002 die Anerkennung als Facharzt und habilitierte für das Fach Innere Medizin. Im gleichen Jahr wurde er zum Oberarzt für das Zentrum für Innere Medizin ernannt. Mit dem Heisenberg-Stipendium der Deutschen Forschungsgemeinschaft folgten zwei Forschungsaufenthalte in der biomedizinischen Industrie bei der Fa. Europroteome (Berlin) und Epigenomics (Seattle). 2004 folgte die Ernennung zum Leitenden Oberarzt der Klinik für Gastroenterologie und Hepatologie am Universitätsklinikum Magdeburg.
Ebert erhielt 2006 den Ruf auf die Professur für Innere Medizin mit dem Schwerpunkt Klinische und Molekulare Gastroenterologie an der Technischen Universität München, begleitet von der Ernennung zum Leiter des Arbeitsbereichs Onkologie an der II. Medizinischen Klinik des „Klinikums rechts der Isar“. Außerdem übernahm Ebert 2009 als Gründungsdirektor die Leitung des Roman-Herzog-Krebszentrums in München.
Im Januar 2011 wechselte Ebert als Direktor an die II. Medizinische Klinik (Gastroenterologie, Hepatologie, Infektiologie, Ernährungsmedizin) des Universitätsklinikums Mannheim. Damit verbunden war seine Berufung auf den Lehrstuhl für Innere Medizin mit Schwerpunkt Gastroenterologie an der Medizinischen Fakultät Mannheim der Universität Heidelberg. Seit 2018 ist Ebert außerdem Chefarzt der Abteilung Innere Medizin mit Palliativmedizin am St. Marienkrankenhaus in Lampertheim.
Ebert ist verheiratet und hat zwei Kinder. 

## Arbeitsschwerpunkte
Matthias Ebert ist Facharzt für Innere Medizin und Gastroenterologe. Sein Arbeitsschwerpunkt liegt in der Behandlung von Tumorerkrankungen des Verdauungstrakts.

## Forschungsschwerpunkte
Forschungsschwerpunkte Matthias Eberts sind die Entstehung und Ausbreitung bösartiger Tumorerkrankungen des Verdauungstrakts, die Entwicklung neuer Behandlungsverfahren und die Möglichkeit, genetische Veränderungen in Krebszellen für eine individualisierte Erkennung und Behandlung zu nutzen. Dabei nutzt Ebert individualisierte Tumormodelle auf der Grundlage von Organoiden und arbeitet dazu eng mit verschiedenen Abteilungen des Deutschen Krebsforschungszentrums DKFZ zusammen.

## Mitgliedschaften
Matthias Ebert ist Mitglied in folgenden Fachgesellschaften und Gremien:
- Sprecher der Arbeitsgemeinschaft „Gastrointestinale Onkologie“ der Deutschen Gesellschaft für Gastroenterologie (DGVS)[6]
- Beirat der Südwestdeutschen Gesellschaft für Gastroenterologie[7]
- Mitglied des Vorstands der Arbeitsgemeinschaft Internistische Onkologie (AIO) der Deutschen Krebsgesellschaft, Vertreter der DGVS[8]
- Mitglied im Hong Kong PhD Fellowship Scheme (HKPFS) Selection Panel
- Gutachterkommission des Wissenschaftsrats zur Begutachtung der Universitätsmedizin NRW
- Advisory Board Institute of Digestive Diseases, Chinese University of Hongkong
- Vorstand des Baden-Württemberg Zentrums für Präventivmedizin und Digitale Gesundheit, Medizinische Fakultät Mannheim
- Mitglied im Vorstand MI3, Mannheim Institute for Innate Immunoscience[9]